# Tuğçe San
Tuğçe San (født 1972 i İzmir, Tyrkiet) er en tyrkisk pop og elektronisk musik sangerinde.

## Diskografi

### Album
- Tuğçe San (1996)
- Ha Ha Ha (1997)
- Devam Devam (1998)

### Hit sange
- "Neredesin?" (1996)
- "Güneşten Sıcak" (1996)
- "Ha Ha Ha" (1997)
- "Tempo" (1998)